# Oudey Jrid
Oudey Jrid (en arabe : اويد اجريد) est une commune rurale du sud de la Mauritanie, située dans le département de Guerou de la région d'Assaba.

## Géographie
La commune d'Oudey Jrid est située à l'ouest dans la région d'Assaba et elle s'étend sur 1 035 km2.
Elle est délimitée au nord par la commune de Kamour, à l'est par la commune de Guerou, au sud par les communes de Legrane et de Lebhir, à l'ouest par la commune de Guever.

## Histoire
Oudey Jrid a été érigée en commune par l'ordonnance du 20 octobre 1987 instituant les communes de Mauritanie.

## Démographie
Lors du Recensement général de la population et de l'habitat (RGPH) de 2000, Oudey Jrid comptait 4 600 habitants.
Lors du RGPH de 2013, la commune en comptait 4 795, soit une croissance annuelle de 0,3 % sur 13 ans.

## Économie
L'agriculture est au centre de l'économie d'Oudey Jrid, comme quasiment toutes les communes de la région. Mais cette économie est fragile car elle rencontre des obstacles à son développement, notamment les conditions climatiques ou le manque de moyens des agriculteurs. Pour faire face à ces obstacles, l'état ou différentes ONG financent des projets qui améliorent les conditions de vie des habitants.